# Ruedi Baur

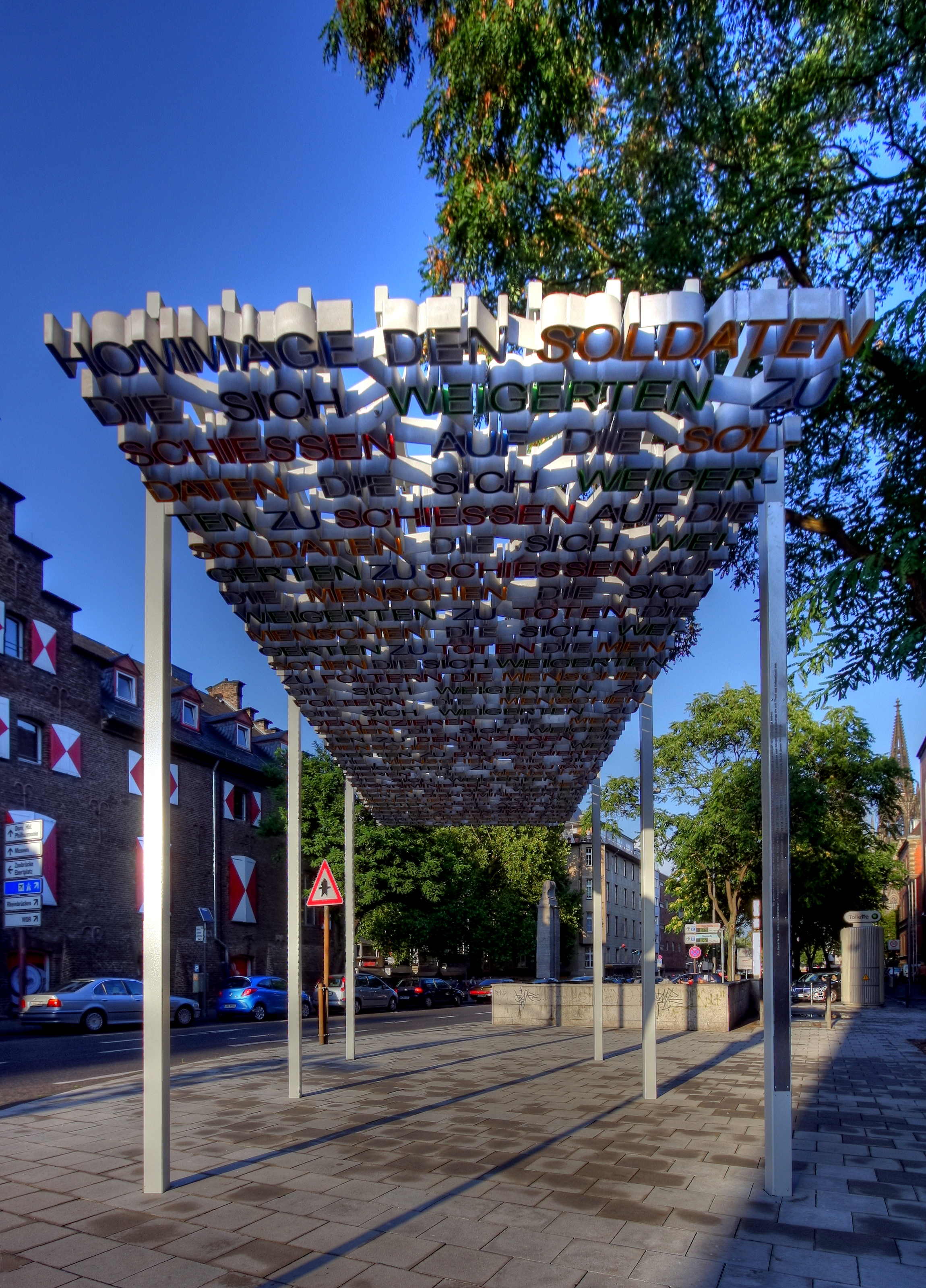
Monumento ai disertori e le vittime del nazismo giustizia militare. Località: Appellhofplatz, Colonia. Artista: Ruedi Baur

Ruedi Baur (Parigi, 1956) è un designer francese.